# 14413 Ґеіґер
14413 Ґеіґер (14413 Geiger) — астероїд головного поясу, відкритий 5 вересня 1991 року.
Тіссеранів параметр щодо Юпітера — 3,581.